# Agencia Bolivariana para Actividades Espaciales
La Agencia Bolivariana para Actividades Espaciales (ABAE) es un ente adscrito al Ministerio del Poder Popular para Ciencia y Tecnología, encargado de desarrollar y llevar a cabo las políticas del Ejecutivo Nacional de Venezuela respecto al uso pacífico del espacio exterior. Inicialmente, se denominó Centro Espacial Venezolano (CEV), creado el 28 de noviembre de 2005. Más adelante, los requerimientos crecieron y el organismo pasó a llamarse Agencia Bolivariana para Actividades Espaciales (ABAE), el 25 de octubre de 2007. Desde su creación, ha estado trabajando en los diversos lanzamientos de los satélites artificiales venezolanos, siendo el primero el Satélite Simón Bolívar (VENESAT-1), entrando en fase de operaciones el 29 de octubre de 2008; el segundo fue el Satélite Miranda (VRSS-1), operando el 28 de septiembre de 2012 y el más reciente fue el Satélite Sucre (VRSS-2), operando el 9 de octubre de 2017.